# بوستان جنگلی سی‌سنگان

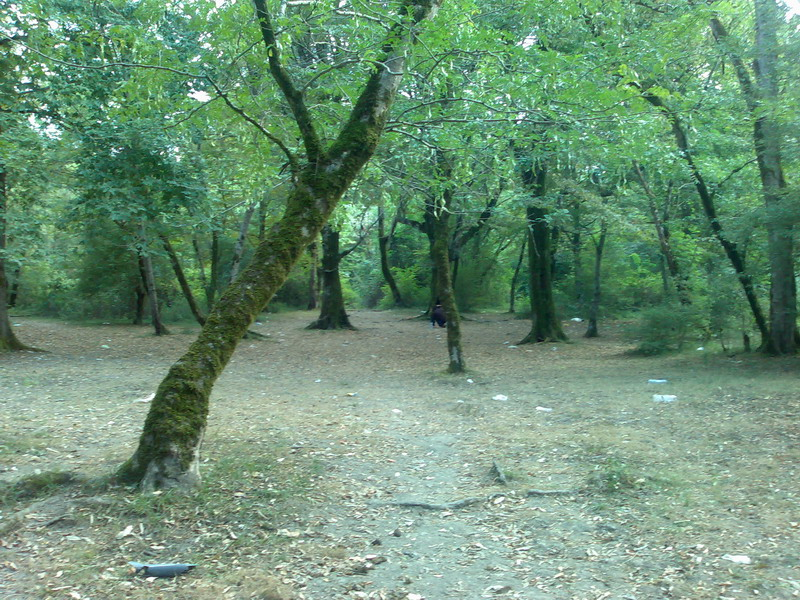
بوستان جنگلی سی‌سنگان

بوستان جنگلی و ساحل سی‌سنگان نوشهر در سال ۱۳۴۴ خورشیدی توسط سعیدی آشتیانی طراحی و ایجاد شد. این بوستان علاوه بر جاذبه‌های گردشگری و توریستی، سیاست حفظ و حراست از گونه‌های نادر و حفاظت‌شدهٔ گیاه شمشاد هیرکانی را به‌طور جدی دنبال می‌کند.

## موقعیت جغرافیایی
این بوستان که در ۲۷ کیلومتری غرب نوشهر و بین راه نوشهر به نور قرار دارد، از شمال به دریای مازندران، از جنوب به رشته‌کوه البرز، از غرب به روستای تسکاتک و از شرق به روستای صلاح الدین کلا محدود می‌شود. مساحت این بوستان در حدود ۶۰۲ هکتار است و زیستگاه انواع گونه‌های درختی، درختچه‌ای خشبی و علفی و جانوری است.

## بخش‌های بوستان
به‌طور کلی محوطهٔ بوستان از نظر توزیع گیاهی به سه بخش ساحلی، جنوبی و غربی تقسیم می‌شود.

### بخش ساحلی

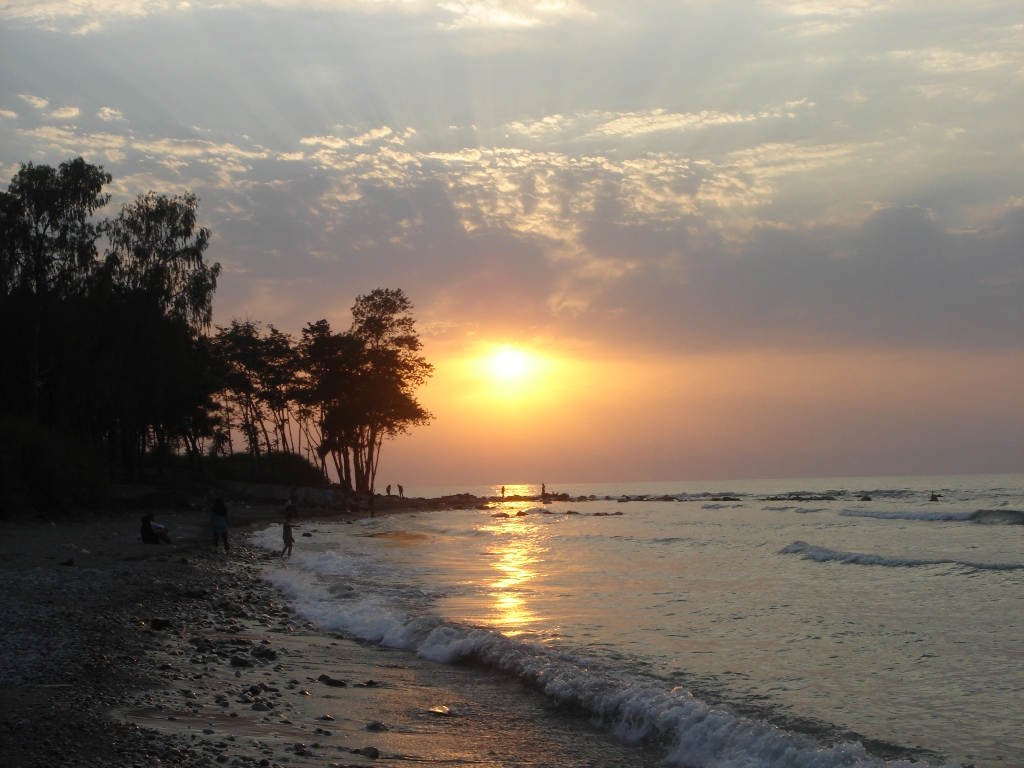
غروب آفتاب در ساحل سی سنگان

بخش‌های ساحل بخش ساحلی به مساحت ۳۰ هکتار در حاشیه جاده قرار دارد و درختان و درختچه‌هایی همچون توسکا، لرگ، بلوط، آزاد، لیلکی، انجیر، داغداغان، انار، ازگیل، سرخ ولیک، گوجه جنگلی، توت، سیاه تلو، سیاه ال و سیاه اربه در این قسمت قرار دارند.
محل تفریح و ورزش‌های آبی (جت اسکی. قایق‌سواری) ورزش‌های ساحلی (اسب سواری. ماشین سواری (کارتینگ) والیبال ساحلی) مجموعه تفریحی و بازی‌های رایانه‌ای.
امروزه امکانات اولیه‌ای برای این ساحل تدارک دیده شده است از قبیل سرویس‌های بهداشتی، مکان‌های برای کمپینگ خانوادگی و جای پارک خودروها.

### بخش جنوبی
در این بخش تیپ انبوه شمشاد وجود دارد.

### بخش غربی
در این بخش جامعه بلوط – ممرزستان و در حد انتهای غربی و قسمتی از جنوب بوستان، جامعه انجیلی – ممرزستان و جامعه بلوط – ممرزستان در مرز تیپ‌ها با شمشاد آمیخته است.

### گونه‌های جانوری
در این بوستان پستاندارانی چون شوکا، مرال، خرس قهوه‌ای، پلنگ، روباه، گربه جنگلی، گراز و شغال زیست می‌کنند.

## امکانات
امروزه دو دروازه ورودی با پنج نگهبانی، یک اتاق اطلاعات، دو دستگاه واحد مسکونی، فروشگاه، پناهگاه بزرگ، محوطه خور گشت (پیک نیک)، محوطه اردو، پارک بوستان، بوستان بادی، پیست اسب سواری، کلوپ جت اسکی، کلوپ قایق‌سواری، زمین ورزشهای ساحلی (فوتبال. والیبال)، کافی شاپ، رستوران، سفره خانه، فروشگاه یونیک (بازی‌های رایانه ایی)، ۱۳ دستگاه سرویس بهداشتی، سکوی آبخوری و ساختمان نمایشگاه دائمی منابع طبیعی در این پارک وجود دارد.